# Protolipternidae
De Protolipternidae zijn een familie van een uitgestorven hoefdieren uit de Litopterna. Soorten uit deze familie leefden tijdens het Paleoceen en Eoceen in Zuid-Amerika.

## Indeling
De Protolipternidae omvat drie geslachten. Van Asmithwoodwardia zijn fossielen gevonden in Argentinië en Brazilië, die dateren van 58 tot 40 miljoen jaar geleden. Miguelsoria en Protolipterna zijn bekend van vondsten in het Braziliaanse Itaboraí-bekken.

## Kenmerken
De protolipterniden waren kleine herbivoren met het formaat van een hedendaagse kleine kantjil.